# La aldea encantada
La aldea encantada es el título de un libro de cuentos criollos que el escritor peruano Abraham Valdelomar proyectó publicar hacia 1913-1914, pero que por diversas razones no llegó a concretarlo. La mayoría de dichos cuentos pasaron después a formar parte del libro El caballero Carmelo (Lima, 1918), del mismo autor, libro éste de carácter misceláneo, que además de los cuentos criollos recogía otros de diversa temática y estilo (los llamados cuentos chinos, yanquis, exóticos, incaicos, etc.).
En 2008 la editorial Alfaguara publicó bajo el título de La aldea encantada una amplia antología de la narrativa de Valdelomar, donde, naturalmente, los cuentos criollos aparecen en primer lugar, para dar luego espacio a otros cuentos y relatos del mismo autor. Esto evidentemente podría llevar a la confusión al lector común, al hacerle suponer que se trata de una recopilación o antología hecha por el mismo Valdelomar. En realidad, como ya se dijo al principio, Valdelomar nunca publicó un libro con dicho título; en vida solo dio a la prensa dos libros de cuentos: 
- El caballero Carmelo, agrupaba 16 cuentos de diverso género (Lima, 1918); y
- Los hijos del Sol, reunía 8 cuentos y leyendas incaicas (de publicación póstuma, Lima, 1921).

La mayor parte de los cuentos y relatos que recoge la antología de Alfaguara (así como en otras recopilaciones publicadas anteriormente), son los mismos que aparecen en ambas obras de Valdelomar. Los editores las han complementado con otros cuentos que solo aparecieron en vida del autor en diarios y revistas (como “La paraca”, “El buque negro” y “El hipocampo de oro”).
Al respecto, consideramos que cualquier antología o recopilación de los cuentos y relatos de Valdelomar debería presentarse como tal y no utilizar un título que el mismo autor lo había dejado de lado en su momento. En todo caso, el nombre de La aldea encantada debería limitarse solo al conjunto de los cuentos criollos de Valdelomar, tal como fue el uso que el mismo autor siempre le dio estando en vida, para así evitar confusiones.

## Historia
En 1913 Valdelomar ya tenía escrito buena parte de sus cuentos criollos; el más renombrado de todos, El caballero Carmelo, lo terminó de escribir en Roma, y con el cual ganó después un concurso literario convocado por el diario La Nación de Lima, a finales de dicho año. Aprovechó su estancia en Europa para buscar un editor para su libro que agruparía dichos cuentos y cuyo título sería La aldea encantada, libro que sería a la vez el primero que publicaría. En una carta que dirigió desde Italia a su amigo, el poeta Enrique Bustamante y Ballivián, le dijo lo siguiente:

"He conseguido que Ollendorff me edite un libro que por ahora termino; es un libro de cuentos de sabor peruano, entre los cuales está Los ojos de Judas que ya Ud. conoce; hay además, El buque negro, El vuelo de los cóndores y El ciego. Estos formarán mi primer libro."

Este proyecto, como ya se dijo, no se concretó, y Valdelomar retornó al Perú en 1914.  Con el tiempo, su idea inicial de un libro de cuentos criollos, ambientada en la “aldea encantada” de su niñez, es decir San Andrés de los Pescadores de Pisco, dio pase a otro proyecto más ambicioso, un libro que recogería otros relatos suyos, como aquellos que él denominaba chinos, yanquis e incaicos. En 1916 anunció la aparición de dicho libro que llevaría el título de Los hijos del Sol, pero que finalmente salió a la luz con el nombre de "El caballero Carmelo" (Lima, 1918).

## Los cuentos criollos
El frustrado libro La aldea encantada debió incluir los siguientes cuentos criollos o criollistas:
- El caballero Carmelo
- Los ojos de Judas
- El vuelo de los cóndores
- El buque negro
- Yerba santa
- La paraca
- Hebaristo, el sauce que murió de amor (este último fue escrito con posterioridad al año 1914, pero por su temática y estilo lo incluimos en este rubro).

Todos ellos fueron incluidos en el libro El caballero Carmelo (1918), a excepción de El buque negro y La paraca.

## El poema
La aldea encantada es también el nombre de un poema de Valdelomar, que el autor lo anunció como la introducción a los cuentos criollos de su proyectado libro Los hijos del Sol (libro que, como ya se dijo, fue después rebautizado como El caballero Carmelo). Dicho poema, como adelanto, apareció en la revista Lulú, N.º 35, del 23 de marzo de 1916. Parte de ella decía:

Ven a pasear a mi aldea, peregrino lector.
Ni armas, ni escudo luce del señor de Castilla...
...Y si al fin, terminada la peregrinación,
gustas de los paisajes de la Aldea Encantada,
musita, peregrino, una breve oración
por las amables horas de mi niñez pasada,
por todos los alegres días que ya no son
muertos y sepultados bajo mi corazón.
Amor, recuerdos, fechas, infancia, polvo, nada....

Sin embargo, dicho poema no apareció en el libro El caballero Carmelo. Sería incluido en la introducción del libro Los hijos del Sol, es decir, aquella recopilación de cuentos incaicos publicado después de la muerte de Valdelomar.

## Nota
1. ↑  Viaréggio, Italia, 29 de agosto de 1913, citada por Luis Alberto Sánchez en Valdelomar o la Belle Époque, ed. 1987, pág. 105